# Bart Lambrecht
Bart Lambrecht (Gent, 19 april 1968) is een Belgisch arts en immunoloog. Hij wordt gezien als een autoriteit op het gebied van astma en allergieën.

## Biografie
Lambrecht studeerde geneeskunde aan de Universiteit Gent. Hij raakte gefascineerd door de immunologie van astma en allergie en doctoreerde met onderzoek naar de werking van de antigeen presenterende dendritische cel in astma. Dit bood belangrijke inzichten in hoe ons immuunsysteem reageert en antistoffen aanmaakt. Voor dit onderzoek werd hij onderscheiden met verschillende prijzen.
In 1998 trok hij naar de Erasmus Universiteit in Rotterdam, waar hij zich specialiseerde in longziekten en fundamenteel onderzoek voerde, niet alleen naar astma, maar ook naar griep en longkanker. In 2006 werd hij hoogleraar immunopathologie aan het medisch centrum dat aan de universiteit verbonden is.
In 2011 werd hij directeur van een van de zeven departementen van het Vlaams Instituut voor Biotechnologie. Dit Centrum voor Inflammatie-onderzoek (IRC) bestudeert de aspecten van ontstekingsziekten vanuit een moleculair en celbiologisch perspectief, met het doel om nieuwe manieren van diagnose en behandeling te ontdekken, gebaseerd op biotechnologie.
Lambrecht is ook hoogleraar longziekten aan de Universiteit Gent en houdt zich voornamelijk bezig met patiënten met ernstig astma en afweerstoornissen.

## Erkentelijkheden
- In 2014 won hij de Francquiprijs, de hoogste Belgische wetenschappelijke onderscheiding.
- In 2020 werd hij door het Fonds voor Wetenschappelijk Onderzoek - Vlaanderen geëerd als de laureaat voor de Excellentieprijs Joseph Maisin 2020 in de Fundamentele Biomedische Wetenschappen.

- International Standard Name Identifier: 0000 0000 3637 622X
- Library of Congress Control Number: n2003127572
- Nationale Bibliotheek van Tsjechië: xx0138641
- Nationale Bibliotheek van Israël: 987007322004305171
- Nederlandse Thesaurus van Auteursnamen: 298694018
- ORCID: 0000-0003-4376-6834
- ResearcherID: K-2484-2014
- Système universitaire de documentation: 071076379
- Virtual International Authority File: 59330947
- WorldCat: E39PBJppBYktKCkjkxqFxKTbVC